# Державна спеціалізована художня школа-інтернат І-ІІІ ступенів «Колегіум мистецтв у Опішні»
Державна спеціалізована художня школа-інтернат І-ІІІ ступенів «Коле́гіум мисте́цтв у Опі́шні» — освітній заклад, що надає початкову мистецьку освіту із образотворчого мистецтва та гончарства. Із 2004 року підпорядкований Міністерству культури і туризму України.

## Історія

Меморіальна дошка на честь Василя Кричевського на стіні колегіуму

У 1997 році в структурі Державного музею-заповідника українського гончарства в Опішному було на основі Опішнянської середньої школи № 2 та діючої в її складі студії «Сонячний круг» створено перший і єдиний в Україні спеціалізований навчальний мистецький заклад подібного типу — «Колеґіум мистецтв у Опішному». 4 грудня 2001 року його було реорганізовано в Спеціалізовану художню школу-інтернат І-ІІІ ступенів. З 2004 року заклад набув статусу державного, підпорядковується Міністерству культури і туризму України.
Від 20 січня 2014 року колегіуму присвоєно ім'я академіка Василя Григоровича Кричевського.

## Особливості навчального процесу
Учні 1-11 класів разом із загальноосвітніми дисциплінами вивчають гончарство, скульптуру, технологію, рисунок, живопис, композицію, кольорознавство, основи технічного рисунка, креслення, історію мистецтв, основи керамології.
До навчально-виховного процесу долучаються майстри-гончарі, малювальниці, технологи, художники, які навчають учнів українському гончарству, виготовленню традиційних іграшок та гончарних форм посуду, опішнянському наліпленому декору та мальовці.

## Виставки та фестивалі
На творчо-виробничій базі Колегіуму проводились Національні симпозіуми гончарства (1999, 2000, 2001), Всеукраїнські гончарські фестивалі (2000, 2001, 2006).
З 2007 року Колегіум мистецтв є організатором щорічного Міжнародного молодіжного гончарського фестивалю, заснованого Міністерством культури та туризму України. Наказом передбачено сприяння у проведенні фестивалю Національного музею-заповідника українського гончарства та Інституту керамології, що також розташовані у Опішні. До участі у конкурсах фестивалю допускаються особи віком від 10 до 23 років, оцінювання відбувається за трьома віковими групами: 10-14, 15-17 та 18-23 роки. Фестиваль проводиться у два етапи. Перший етап — заочний конкурс художніх творів. Змагання відбуваються в номінаціях «Кераміка», «Інші види декоративно-ужиткового мистецтва», «Образотворче мистецтво».  Роботи на конкурс подаються з січня по квітень. У травні журі фестивалю визначає переможців цього етапу, які запрошуються на другий етап — практикум, який проходить у червні на творчо-виробничій базі Колегіуму мистецтв. Роботи учасників другого етапу залишаються на постійне зберігання у музеї Колегіуму. Положення, часові рамки етапів та умови участі у фестивалі публікуються на сайті Колегіуму.
У Колегіумі мистецтв постійно організовуються численні районні, обласні та всеукраїнські семінари. Виставки творчих робіт, презентації та майстер-класи з гончарства відвідують жителі Полтавщини та інших регіонів України.

## Художньо-етнографічний музей
У складі колегіуму діє художньо-етнографічний музей. Експозиція музею складається з кількох частин:
- Керамічні вироби та предмети домашнього вжитку, зібрані учнями під час етнографічних експедицій;
- Роботи учасників гончарських фестивалів;
- Випускні роботи учнів Колегіуму та найкращі роботи, зроблені ними під час навчання;
- Роботи майстрів навчально-виробничої гончарної майстерні Колегіуму;
- Роботи опішнянських майстрів гончарної справи.

|                           |
| Зразки керамічного посуду |

|                                             |
| Зразки керамічного посуду та вишиті картини |

|                            |
| Предмети домашнього вжитку |

|                           |
| Зразки вогнестійкої цегли |